# Yên Hải
Yên Hải là một phường thuộc thị xã Quảng Yên, tỉnh Quảng Ninh, Việt Nam.
Phường Yên Hải có diện tích 14,61 km², dân số năm 2011 là 5.261 người, mật độ dân số đạt 360 người/km².
Phường nằm phía tây nam thị xã Quảng Yên, tỉnh Quảng Ninh, thuộc đảo Hà Nam, phía bắc là phường Nam Hoà, phía đông và nam là phường Phong Cốc, xã Liên Vị và biển, phía tây là huyện Thủy Nguyên (Hải Phòng), nằm trên Đường liên xã Liên Vị Cầu Chanh. Địa hình bằng phẳng, có hệ thống kênh đào chằng chịt, là hệ thống giao thông xưa kia. Đất đai màu mỡ thuận lợi cho việc trồng cây nông nghiệp như lúa nước, ngô khoai sắn.
Đây là địa phương có dự án cao tốc Hạ Long - Hải Phòng đi qua.

## Hành chính
Phường Yên Hải được chia thành 8 khu: 1, 2, 3, 4, 5, 6, 7, 8.

## Lịch sử
Yên Hải là phường có truyền thống lâu đời. Được hình thành trên cơ sở hợp nhất 2 làng. Làng Yên Đông và làng Hải Yến. Tên gọi Yên Hải được ghép từ tên của hai Làng.
Yên Đông là một làng cổ của tỉnh Quảng Ninh. Được hình thành từ đời nhà Lê. Yên Đông trước kia có tên gọi là An Đông. Sau đổi tên là Yên Đông vì trùng tên với một vị vương gia. Yên Đông được khai sáng bởi 17 vị tiên công.Quê ở phường Kin Hoa, phủ Hoài Đức, kinh thành Thăng Long. Đời nhà Lê nhà vua muốn mở mang bờ cõi lên đã sai một số ngườ từ kinh thành Thăng Long xưa đi mở đất. Khi đến vùng cửa sông Bạch Đằng có nghe thấy tiếng ếch kêu. Các vị thấy đây là vùng đất có nước ngọt lên đã lập cư ở đây. Các vị đã quai đê lấn biển và hình thành lên các làng xã ở đây như hiện nay. Hồ nước ngọt đầu tiên là hồ Mạch.

## Kinh tế xã hội

### Nông nghiệp
Phường Yên Hải chủ yếu là kinh tế nông nghiệp. Diện tích đất nông nghiệp rộng lớn. Được tưới tiêu bởi hệ thống dẫn nước Yên Lập. Ngoài ra Yên Hải là phường có ngành đánh bắt và nuôi trồng thủy sản lớn.
Có hệ thống nuôi trồng thủy sản nước mặn đầm nhà Mạc. hàng năm thu về hàng tỷ đồng.
Hệ thống kênh đào nước ngọt để nuôi trồng các loại cá nước ngọt như chép, mè, trắm...
Ngoài ra xã còn có nghề thủ công nghiệp với các đồ thủ công như thuyền nan, đó, lờ...

### Dịch vụ
Chủ yếu là dịch vụ buôn bán nhỏ lẻ. Hàng tiêu dùng.

### Công nghiệp
Khu công nghiệp đầm Nhà Mạc được triển khai vào thời gian sắp tới là cơ sở phát triển cho phường.

### Dân cư
Phường Yên Hải dân cư tập trung chủ yếu tại trung tâm phường. Mật độ dân cư tương đối cao. Và đi làm ở một số nơi như Hạ Long, Hà Nội

## Cơ sở hạ tầng
Cải tạo và xây mới hệ thống đường giao thông,vỉa hè cây xanh, chiếu sáng.
Xây dựng trung tâm thương mại của thị xã.
Quảng trường cây xanh.
Xây dựng trụ sở phường, Công an.
Xây dựng bổ sung hệ thống trường học.

## Phong tục tập quán
Là vùng đất lâu đời lên phong tục tập quán ở đây gắn liền với phong tục tập quán của những làng Việt cổ khác. Các phong tục cưới hỏi...
Đặc biệt là các ngày lễ hội truyền thống.
Yên Hải có 7 di tích lịch sử văn hóa cấp quốc gia. 2 di tích lịch sử văn hóa cấp tỉnh
Yên Hải có các dòng họ như Nguyễn, Vũ, Đoàn, Ngô, Bùi, Hoàng, Tô, Phạm, Đặng.
Tất cả các dòng họ đều là dòng họ khuyến học. Hàng năm tổ chức khen thưởng cho con cháu có thành tích cao.
Có nhiều lễ hội truyền thống như hội Miếu Vu Linh, Đình Yên Đông, Đình Hải Yến, chùa Pháp Âm, chùa Trà Linh...
Ngày nay phong túc tập quán được phát huy, bảo tồn giá trị tốt đẹp để cho Yên Hải là phường văn hóa.

## Di tích lịch sử
Chùa Yên Đông còn có tên chữ là "Pháp Âm Tự" (phật pháp âm đức). Chùa thuộc làng An Đông hay Yên Đông (yên ổn, đông vui), xã Phong Lưu. Từ sau 1890 đến nay là thôn Yên Đông,phường Yên Hải, thị xã Quảng Yên, tỉnh Quảng Ninh.
Chùa Yên Đông là một trong số ít những ngôi chùa cổ nhất ở Hà Nam, Quảng Yên còn lại đến ngày này. Theo như văn bia để lại thì chùa được dựng vào đầu thế kỷ 16 bằng tranh tre, nứa, lá. Đến năm Đoan Thái thứ 2 (ngày 21/8/1587) chùa được xây dựng lại khang trang. Năm Mậu Tý, ngày 4/02/1588 tô đắp tượng phật, đến ngày 23/6/1588 làm lễ khánh thành.
Trải qua thời gian, biến cố lịch sử không gian của chùa đã thay đổi nhiều tuy nhiên chùa vẫn giữ được nét cổ kính của một ngôi chùa cổ. Đặc biệt chùa vẫn giữ được nguyên vẹn 8 pho tượng phật được làm vào năm Mậu Tý niên hiệu Đoan Thái (1855) đó là 3 pho tượng tam thế, 1 pho Adiđà, 2 pho Quan thế âm, Đại thế Chí, 1 pho Thích Ca thuyết pháp, 1 pho Quan Âm 18 tay. Đây là các tác phẩm điêu khắc gỗ được làm vào thời Mạc (thế kỷ 16) với các đường nét chạm khắc mềm mại, chau chuốt đạt đến đỉnh cao của nghệ thuật. Ngoài ra chùa Yên Đông còn lưu giữ được 2 tấm bia khắc vào năm Hưng trị thứ 3 (1590), Hưng trị thứ 4 (1591), đây là những tác phẩm điêu khắc đá độc đáo của thời Mạc với hình tượng rồng uốn lượn, hoa văn hoa lá đặc trưng của thế kỷ 16 mà ít chùa có được. Không chỉ vậy chùa Yên Đông còn có nhiều tượng phật, bia đá, đồ thờ tự được làm vào thời Nguyễn mang giá trị nghệ thuật cao.
Chùa Yên Đông được bộ Văn hóa - Thông tin xếp hạng là di tích nghệ thuật cấp Quốc gia theo Quyết định số 30/2000/QĐ-BVHTT, ngày 24/11/2000.